# Scharwerk
Die Bezeichnung Scharwerk kommt von dem althochdeutschen Wort scara für Schar, Haufen. Es bezeichnete Arbeiten, die von mehreren Leuten, einer "Schar", abwechselnd für einen Herrn oder eine Domäne zu leisten waren (Frondienst). Die Personen nannten sich offiziell Scharwerker.
Nach der Art der Arbeiten kann man unterscheiden zwischen solchen,
- die der Landwirtschaft des Herrn dienten (zum Beispiel Mithilfe bei der Feldbestellung),
- die von ländlichen Gewerbebetrieben zu leisten waren (wie Getreide mahlen oder Bier brauen),
- die das herrschaftliche Verkehrs- und Transportwesen unterstützten (durch Hilfe beim Straßenbau, Erledigung von Botengängen) und solchen,
- die zur Herrschaftsausübung beitrugen (durch Bereitstellung von Quartier und Verpflegung für Beamte, Mithilfe beim Bau von Burgen und Befestigungen).

Derartige Leistungen waren meist nach dem Zeitaufwand oder der sachlichen Aufgabe begrenzt und stellten einen Teil des Entgelts für die Überlassung von Leihgütern dar. Scharwerksdienste sind seit der karolingischen Zeit nachgewiesen. In späteren Zeiten wurde das Scharwerk auch für die Dorfgemeinschaft geleistet, vor allem beim Wegebau, Gewässerschutz, zur Ortsverschönerung oder bei gemeinsamen Arbeitseinsätzen im Gemeindewald.
Das Scharwerk musste an zwei bis drei Tagen in der Woche geleistet werden, wurde aber oft auch täglich verlangt. Nur an Sonntagen und großen Festtagen sollte niemand zum Scharwerk gerufen werden. Eine Befreiung vom Scharwerk musste mit Geld oder Naturalien an den Gutsherrn abgegolten werden. Das Scharwerk wurde 1802 in Ostpreußen aufgehoben.
Der deutsche Begriff wurde als szarwark ins Polnische übernommen.